# Coreocarpus insularis
Coreocarpus insularis là một loài thực vật có hoa trong họ Cúc. Loài này được (Brandegee) E.B.Sm. mô tả khoa học đầu tiên năm 1984.